# Wardell (Misuri)
Wardell es un pueblo ubicado en el condado de Pemiscot en el estado estadounidense de Misuri. En el Censo de 2010 tenía una población de 427 habitantes y una densidad poblacional de 578,48 personas por km².

## Geografía
Wardell se encuentra ubicado en las coordenadas 36°21′14″N 89°48′55″O / 36.35389, -89.81528. Según la Oficina del Censo de los Estados Unidos, Wardell tiene una superficie total de 0.74 km², de la cual 0.73 km² corresponden a tierra firme y (1.05%) 0.01 km² es agua.

## Demografía
Según el censo de 2010, había 427 personas residiendo en Wardell. La densidad de población era de 578,48 hab./km². De los 427 habitantes, Wardell estaba compuesto por el 95.32% blancos, el 3.51% eran afroamericanos, el 0.23% eran amerindios, el 0% eran asiáticos, el 0% eran isleños del Pacífico, el 0% eran de otras razas y el 0.94% pertenecían a dos o más razas. Del total de la población el 0.7% eran hispanos o latinos de cualquier raza.